# Вальденберг, Михаил Романович
Михаил Романович Вальденберг (4 мая 1928, Москва — 29 октября 2010, Москва) — советский авиаконструктор самолётов МиГ, Герой Социалистического Труда (1988).

## Биография

### Ранние годы
Родился 4 мая 1928 года в Москве. Отец Михаила — Роман Иосифович Вальденберг (1898–1980) — был инженером-строителем и архитектором.  В 1933 году он участвовал в конкурсе на проект Дворца Советов. В 1940 году за успешную работу по осуществлению генерального плана реконструкции города Москвы он был награждён орденом Трудового Красного Знамени. После войны по его проекту в посёлке «Сокол» на улице Сурикова в Москве построены два кирпичных дома (соавтор проекта З. М. Розенфельд). Позднее работал председателем технико-экспертного совета и главным инженером Управления Моссовета. 
В 1951 году Михаил окончил Московский авиационный институт.

### Работа в авиационной промышленности
В 1951—2010 годах — техник-конструктор, инженер-конструктор, ведущий инженер по лётным испытаниям и ведущий конструктор в ОКБ-155, заместитель генерального конструктора, представитель генерального конструктора на заводе «Знамя труда» в Луховицах, ведущий конструктор, заместитель главного конструктора, главный конструктор Московского машиностроительного завода имени А. И. Микояна, главный конструктор самолёта МиГ-29.
В 1970–1971 годах после освоения серийного производства самолетов вертикального взлета Як-36 и Як-38 с клепаными фюзеляжами из нового алюминиево-литиевого сплава 1420 выступил инициатором внедрения нового сплава для создания фюзеляжа модификации истребителя МиГ-29 из этого сплава не клёпанным, а сварным, хотя никто в мире не делал до этого сварных самолетов из алюминиевых сплавов. Эта идея прорабатывалась совместно с главным инженером ОКБ В. М. Платоновым, главным металлургом В. А. Варгановым и технологом Б. С. Денисовым. Фюзеляжем МиГ-29 являются три плоских керосиновых бака, имеющих форму чечевицы. В новом варианте большие верхние и нижние поверхности образованы прессованными панелями из нового сплава с продольными ребрами. В поперечном сечении это выглядят как гребень с большим шагом между ребрами. Торцы и узкие стенки бака выполнены из штамповок (всего на МиГ-29 около 150 наименований штамповок). При сварке элементов встык создается замкнутое герметичное пространство топливных баков в отличие от клепаного варианта, где детали накладываются друг на друга внахлестку, соединяются сотнями тысяч заклёпок и для герметичности клёпаные швы уплотняются герметиком. Новая сварная конструкции существенно проще, в ней не нужны герметики, нахлестка деталей, не нужны заклёпки и болты. Это уменьшает массу баков на 12%. Кроме того, новый сплав 1420 на 12% легче Д16, итого 24% выигрыша в массе конструкции.
Впоследствии генеральный директор фирмы «МиГ-Сервис», руководитель группы консультантов Московского авиационного научно-производственного объединения «МИГ», генеральный конструктор Военно-промышленного комплекса «МАПО», советник генерального конструктора Авиационного научно-производственного комплекса «МИГ», советник директора Инженерного центра ОКБ имени А. И. Микояна Российской самолётостроительной корпорации «МИГ».

### Смерть
Михаил Вальденберг жил в Москве. Он умер в 2010 году, похоронен на Донском кладбище в Москве.

### Семья
Был женат, жена — Белла Серафимовна Воронцова, дочь — Елена Воронцова-Вальденберг, внук — Сергей Ковалёв

## Награды и звания
- Герой Социалистического Труда, указ Президиума Верховного Совета СССР от 31 октября 1988 года
- Орден Ленина (1988)
- Лауреат Государственной премии СССР (1976), за создание семейства самолётов МиГ-23.